# Wiesław Łoś
Wiesław Łoś (ur. 17 października 1947 w Wałczu) – polski działacz partyjny i państwowy, były I sekretarz Komitetu Miejsko-Gminnego PZPR w Okonku, sekretarz ds. Rolnych KW PZPR w Pile, a w latach 1989–1990 ostatni I sekretarz Komitetu Wojewódzkiego PZPR w Pile.

## Życiorys
Syn Stefana i Heleny. Absolwent Wieczorowego Uniwersytetu Marksizmu-Leninizmu. W 1974 wstąpił do Polskiej Zjednoczonej Partii Robotniczej. W 1976 I sekretarz Komitetu Zakładowego PZPR przy Państwowym Gospodarstwie Rolnym w Różewie, a w latach 1977–1981 I sekretarz Komitetu Miejsko-Gminnego w Okonku. Następnie związany z Komitetem Wojewódzkim PZPR w Pile, gdzie był członkiem egzekutywy (1981–1990) oraz sekretarzem ds. rolnych (1981–1987) oraz ds. organizacyjnych (1987–1989). Zajmował też stanowisko wiceprzewodniczącego Wojewódzkiej Rady Narodowej w Pile. Od 19 kwietnia 1989 do 29 stycznia 1990 pełnił funkcję ostatniego I sekretarza KW PZPR w Pile. W III RP został szefem oddziału Ludowych Zespołów Sportowych w powiecie pilskim, związał się też z przedsiębiorstwem z branży inżynierii środowiska.
W 1997 odznaczony Krzyżem Kawalerskim Orderu Odrodzenia Polski.